# شريان دماغي أوسط
الشريان الدماغي الأوسط أو الشريان المخّي الأوسط (بالإنجليزية: Middle cerebral artery أو MCA)‏ هو واحد من ثلاثة أزواج الشرايين الرئيسية التي تزود المخ بالدم. ينشأ الشريان الدماغي الأوسط من الشريان السباتي الباطن ويستمر إلى التلم الجانبي حيث يتفرّع ليصل إلى أجزاء عديدة في القشرة المخية الجانبية. يزوّد الشريان الدماغي الأوسط الدم للفصين الصدغيين الأماميين والقشور الانعزالية.
ينشأ الشريانين الدماغيين الأوسطين من تفرّعين ثلاثيين للشريانين السباتيين الباطنَين، وبالتالي يرتبطان بالشريانين الدماغيين الأماميين والشريانين الموصلين الخلفيّين، والتي تتصل بالشريانين الدماغيين الخلفيين. الشريانان الدماغيان الاوسطان لا يعتبران جزءًا من دائرة ويليس.

## البنية
يمكن تصنيف الشريان المخي الأوسط في 4 أجزاء:
- «إم 1»: القسم الوتدي (الجذع)، ترجع تسميته إلى منشئه وتتبعه الوحشي غير المحكم للعظم الوتدي. على الرغم من تسميته أيضًا بالقسم الأفقي، تسبب هذه التسمية سوء فهم نظرًا لإمكانية اتخاذ القسم للمسار النازل، أو بقائه بشكل مستقيم أو امتداده خلفيًا بالنسبة للقسم الأمامي (الظهري) لدى الأفراد المختلفين. يخترق القسم «إم 1» الدماغ عبر مجموعة من الشرايين المركزية الأمامية الوحشية (العدسية المخططية) التي تتولى مهمة التروية الدموية للعقد القاعدية.
- «إم 2»: يمتد أماميًا على الجزيرة، ويُعرف باسم القسم الجزيري. يُطلق عليه أيضًا اسم قسم سيلفيوس عندما يشمل الأقسام الوصادية. قد تتفرع فروع الشريان المخي الأوسط بشكل ثنائي الشعب وأحيانًا ثلاثي الشعب إلى جذوع مختلفة في هذا القسم، التي تمتد بدورها لتشكل فروعًا منتهية في القشرة المخية.
- «إم 3»: يمثل الأقسام الوصادية ويمتد وحشيًا وخارجيًا بالنسبة للجزيرة متجهًا نحو القشرة المخية. يمكن أحيانًا الجمع هذا القسم مع القسم «إم 2».
- «إم 4»: تتولى هذه الأقسام النهائية أو القشرية مهمة التروية الدموية للقشرة المخية. تبدأ هذه الأقسام من الحواف الخارجية لشق سيلفيوس وتمتد وحشيًا مبتعدة على القشرة المخية للدماغ.

قد ينقسم كل من القسمين «إم 2» و«إم 3» إلى جذعين رئيسيين اثنين أو ثلاثة جذوع رئيسية (فروع نهائية)، إذ يشمل ذلك الجذع العلوي والجذع السفلي وفي بعض الأحيان الجذع الأوسط. يحدث التفرع ثنائي الشعب وثلاثي الشعب في 50% و25% من الحالات على الترتيب. تشمل الحالات الأخرى ازدواجية الشريان المخي الأوسط عند الشريان السباتي الباطن (آي سي إيه) أو الشريان المخي الأوسط الإضافي (إيه سي سي إم سي إيه) الذي لا ينشأ عن الشريان السباتي الباطن بل كفرع من الشريان المخي الأمامي. يلعب الجذع الأوسط الموجود لدى بعض الأشخاص دورًا في تزويد كل من الشرايين أمام الرولاندي، والرولاندي، والجداري الأمامي، والجداري الخلفي والزاوي من أجل التروية الدموية عوضًا عن الجذعين العلوي والسفلي. 
يمكن وصف فروع الشريان المخي الأوسط بالاستناد إلى المناطق التي تغذيها.

### الفص الجبهي
- جبهي قاعدي وحشي (جبهي حجاجي): يتفرع هذا الشريان أماميًا، وعلويًا ووحشيًا لتوعية التلفيف الجبهي السفلي. يكتمل حجمه مع الفرع الجبهي القطبي من الشريان المخي الأمامي.
- الشرايين أمام الجبهية: تنتشر هذه الشرايين متجاوزة الجزيرة لتنتهي بالقشرة المخية عبر السطح الإنسي للوصاد الجبهي. تمتد هذه الشرايين علويًا حول الجزء المثلث من أجل توعية التلفيف الجبهي الأوسط والسفلي. تتفاغر هذه الشرايين بجانب التلفيف الجبهي العلوي مع فروع الشريان المحيط بالثفني من الشريان المخي الأمامي.
- الشريان أمام الرولاندي (أمام المركزي): يمتد الشريان على السطح الإنسي للوصاد ويزود الأجزاء الخلفية من التلفيف الجبهي الأوسط والسفلي إلى جانب الأجزاء السفلية من التلفيف أمام الجبهي. يتفرع هذا الشريان مرة أو مرتين ولا يمتلك نسبيًا لتنوعات تشريحية بين الأفراد.
- الشرايين الرولاندية (المركزية): يمتد هذا الشريان ويخرج من الجزء المركزي للوصاد. يعبر الشريان بعد ذلك الثلم المركزي من الداخل. يتفرع هذا الشريان بشكل ثنائي الشعب لدى 72% من الأفراد ويتولى مهمة التروية الدموية التلفيف قبل الجبهي الخلفي والجزء السفلي من التلفيف بعد المركزي.

## الوظيفة
التراكيب المخية التي يتم تغذيتها بواسطة الشريان الدماغي الأوسط تشمل الآتي:
- معظم السطح الوحشي من نصفي المخ الكرويان ما عدا الإنش العلوي من الفص الجبهي والفص الجداري والجزء السفلي من الفص الصدغي.
- الفرع العلوي يقوم بتغذية الجزء الظهري السفلي من الفص الجبهي ( مكان منطقة بروكا المسئولة عن إنتاج الكلام).
- الفرع السفلي يقوم بتغذية الجزء الظهري من الفص الصدغي (مكان منطقة فيرنيك المسئولة عن فهم واستيعاب الكلام).
- الفروع الغائرة تقوم بتغذية العقد القاعدية والمحفظة الغائرة.

أحد الأعراض التي تنتج عن انسداد الشريان الدماغي الأمامي هي فقدان القدرة على الكلام أو ما يُعرف بالحبسة